# Ред Стар (Шрі-Ланка)
Спортивний клуб «Ред Стар» (англ. Red Star Sports Club) — ланкійський футбольний клуб з міста Алутхгама. Домашні матчі клуб проводить на стадіоні «Сугадатаса», який вміщує 21 тисячу глядачів. Клуб заснований у 2010 році, та грає у Суперлізі Шрі-Ланки, найвищому футбольному дивізіоні країни з 2021 року. В 2022 році команда зайняла в суперлізі 6-те місце.